# A Map of the World
A Map of the World (en España: Mi mapa del mundo) es una película estadounidense de 1999, del género drama, dirigida por Scott Elliot y protagonizada por Sigourney Weaver, Julianne Moore y David Strathairn.

## Sinopsis
Alice Goodwin (Sigourney Weaver) es una enfermera escolar que vive con su esposo Howard (David Strathairn) y dos niñas en una pequeña granja lechera en Wisconsin. Una hijita de su amiga Theresa Collins (Julianne Moore) ha quedado a su cuidado en la granja que posee con su marido, en la que hay un pequeño lago y donde pensaban bañarse, de modo que se habían puesto, ella y la niña, los respectivos bañadores. Pero cuando Alice se dispone a ir, no encuentra a la niña, que, se deduce, se ha adelantado. Tras buscarla brevemente por la casa, va al exterior y ve, en el lago a la niña. Corre, y la saca aún viva pero muy grave. Ya en el hospital, muere. Después de la muerte de la hija de su amiga en la propiedad de Alice, la pareja mira impotente cómo la comunidad se vuelve en contra de ellos porque dos o tres niños han levantado infundios contra ella relativos a abuso infantil. A Howard le piden un dinero que no tiene para la libertad en espera de juicio de Alice. Ni su madre puede -o no quiere- prestarle ese dinero, así que se ve obligado a vender la granja que era la ilusión de su vida. Pero entretanto, Alice ha de sufrir, en la cárcel las vejaciones a las que la somete especialmente una joven negra que llegan a ponerla en el límite de su estabilidad mental. Por fin logra esa libertad hasta el juicio, aunque la comunidad la aborrece. Sin embargo su amiga, le mantiene su amistad lo que es definitivo en el juicio que se celebra en su contra y del que sale libre gracias a una última pregunta que le hace el abogado defensor: "¿Dejaría usted a su hija ahora, al cuidado de Alice?". Theresa responde afirmativamente y con ello la sentencia es absolutoria.   

## Reparto
| Actor            | Personaje       |
| ---------------- | --------------- |
| Sigourney Weaver | Alice Goodwin   |
| Julianne Moore   | Theresa Collins |
| Dara Perlmutter  | Emma Goodwin    |
| David Strathairn | Howard Goodwin  |
| Arliss Howard    | Paul Reverdy    |
| Kayla Perlmutter | Clara Goodwin   |
| Deborah Lobban   | Wilma Becker    |
| Chloë Sevigny    | Carole Mackessy |
| Marc Donato      | Robbie Mackessy |

## Recepción
El crítico de cine Roger Ebert le dio a la película tres y media de cuatro estrellas, alabando las actuaciones y comparándola con películas como Being John Malkovich y Tres Reyes en "ser libre-en ser capaz de tomar cualquier vuelta en cualquier momento, sin la necesidad de seguir convenciones cansadas". La película se estrenó en el Festival Internacional de Cine de Toronto.